# Jimseungwei kkeut
Pour plus de détails, voir Fiche technique et Distribution.
Jimseungwei kkeut (짐승의 끝) est un film sud-coréen écrit et réalisé par Jo Sung-hee, sorti en 2011.

## Synopsis
Pendant une froide journée d'hiver, Sun-yeong, une jeune femme enceinte, effectue un long trajet en taxi vers sa ville natale où vit sa mère et où elle va accoucher. Un auto-stoppeur avec une casquette de baseball, étrange et impoli, partage le taxi avec elle et le chauffeur de taxi. Il prétend tout connaitre d'elle et du chauffeur de taxi, raconte des insanités et entame un étrange compte à rebours, suivi d’un flash, un bruit assourdissant, puis le néant… . Quand il arrive à zéro, le taxi s’arrête et ils perdent connaissance. À son réveil, Sun-yeong est seule, réalise qu’il n’y a plus d’électricité et que des grognements effrayants émanent des bois. Au fur et à mesure que le temps passe, Sun-yeong croise des personnes troublantes et qui ne s’avèrent pas d’une grande aide, bien au contraire…

## Fiche technique
- Titre : Jimseungwei kkeut
- Titre original : 짐승의 끝
- Titre anglais : End of Animal
- Réalisation : Jo Sung-hee
- Scénario : Jo Sung-hee
- Photographie : Baek Moon-Soo
- Production : Heo Eun-Kyung, Lee Ji-Seung
- Société de production : Kafa Films
- Société de distribution : CJ Entertainment
- Pays d'origine : Corée du Sud
- Langue originale : coréen
- Genre : science-fiction, thriller
- Durée : 114 minutes
- Date de sortie :
  - Corée du Sud : 17 mars 2011

## Distribution
- Lee Min-Ji - Sun-Yeong
- Park Hae-il - Auto-stoppeur
- Yu Seung-Mok - Homme à vélo
- Kim Young-Ho - Chauffeur de taxi
- Park Se-Jong - Naruto

## Réception

### Festivals
- 2010 : 4e Cinema Digital Seoul Film Festival - 18-24 août  - Butterfly * Première mondiale
- 2010 : 29e Festival international du film de Vancouver - 30 septembre - 15 octobre - Dragons et Tigres * Première internationale
- 2010 : 54e Festival du film de Londres - 13-28 octobre  - World Cinema
- 2011 : 40e Festival international du film de Rotterdam - 26 janvier - 6 février  - Bright Future
- 2011 : 54e Festival du film de San Francisco - 21 avril  - 5 mai - Les nouveaux administrateurs
- 2011 : 6e Festival du film coréen à Paris  - 11-18 octobre * Première en France

### Sortie
Ce film est sorti le 17 mars 2011 en Corée du Sud.